# Terremoto de Colima de 1995
El terremoto de Colima de 1995 fue un sismo ocurrido a las 09:35:53 hora local (15:35:53 UTC) del lunes 9 de octubre de 1995, que alcanzó una magnitud de 8.0 (MW). El epicentro se localizó en la costa de Colima y causó la muerte de 149 personas y miles de damnificados. El sismo provocó un tsunami a lo largo de la costa de los estados de Jalisco y Colima. Fue el último terremoto importante en la brecha de Jalisco.

## Efectos

### Nayarit
En la Ciudad de Tepic fue sentido con intensidad VII en la Escala de Mercalli. Las ondas sísmicas arribaron a las 08:40 horas (GMT -7). Fue percibido por aproximadamente 1 minuto y 5 segundos. Algunas estructuras presentaron daños moderados como:
- Caída de bardas y postes.
- Crisis nerviosas e histeria colectiva por la fuerza del sismo.
- Daños severos en la torre derecha de la Catedral, así como daños en la cúpula y campanario.
- Agrietamiento en cada nivel del edificio de TELMEX y un par de boquetes abiertos por el mismo.
- Daños estructurales en el templo del Panteón Hidalgo.
- En casas habitación reporte de volcadura de muebles, cuadros, lámparas, entre otros objetos.
- Rompimiento de ventanas en varios edificios.
- Daño en revestimiento del edificio del Sindicato del ISSSTE.
- Diversos agrietamientos en casas particulares.
- Un trabajador de la construcción cayó de un andamio de un edificio en construcción, y perdió la vida.

En el Municipio de Xalisco se registraron daños en la Escuela Secundaria Técnica 2, la cual presentó una grieta de 12 metros de altura, varias casas con agrietamientos y caída de bardas y postes.
Municipios como Jala, Ahuacatlán, Ixtlán del Río y Amatlán de Cañas registraron caída de bardas y postes, así como desplome de viviendas en su totalidad.
Otros sismos de similares consecuencias ocurrieron el 31 de enero de 1973, así como el del 3 de junio de 1932, del cual se tiene registro de numerosos daños leves a moderados en toda la región.

### Guanajuato
En la ciudad de Celaya fue sentido por varios pero sin causar daños por lo que se catalogó como leve (III en la Escala de Mercalli).

### Michoacán
En La Piedad, Michoacán fue sentido por muchas personas, algunos animales se inquietaron y se balancearon algunos objetos colgados por lo que fue catalogado con el grado VI (fuerte) en la escala de Mercalli.
En Uruapan, Michoacán fue perceptible por toda la población causando el agrietamiento de una clínica del IMSS .

### Jalisco
Autlán de Navarro: su intensidad fue similar a la de Manzanillo pues están en la misma zona. Se sintió muy fuerte con varios daños como caída de partes de algunas fincas y material de edificios como la Catedral y cuarteaduras en el Palacio Municipal entre otros. Se dañó el Colegio Amador Velasco, la escuela Primaria Francisca García Mancilla y un edificio de la Preparatoria Regional (U. De G.) Afortunadamente se presentó oscilatorio pareciendo que se encontraba en un columpio, pero con cierta lentitud, de presentarse trepidatorio u oscilaciones más rápidas habría sido devastador. Su percepción era de medio metro de desplazamiento.
Barra de Navidad: hubo colapso de construcciones y daños cuantiosos por lo que el sismo fue catalogado con grado IX (ruinoso).
Tequesquitlán: hubo el colapso de algunas casas y la caída de la torre de la iglesia Santa María Guadalupe.
El Limón: daños en edificios de la escuela secundaria Mixta N.º 12 Manuel López Cotilla, la primaria Juan Escutia 315 y otros edificios públicos y viviendas. 
Guadalajara: se registraron cuarteaduras leves a moderadas en edificios, como la clínica 1 del Seguro Social, palacio municipal y la Unidad Habitacional Batallón de San Patricio daños leves en la catedral y el templo de aranzazú principalmente en cúpulas  por lo que fue catalogado con grado VI (Fuerte).
La Manzanilla: en una de las calles próximas a la costa, salían de grietas burbujas de aire, gas, agua turbia caliente y arena, el mar avanzó unos 300 metros tierra adentro según la gente por lo que se catalogó con grado VIII (destructivo).
Morelos: colapso de al menos una construcción, daños menores, grados: VII-VIII. 
Miguel Hidalgo: colapso de algunas construcciones de cemento y otros daños. En el río Purificación hubo grietas y salían chorros de agua, arena, lodo y humo además de ruidos subterráneos muy fuertes, que aparentemente se dirigían hacia el norte. Se catalogó con grado VIII. 
Rebalsillo: al igual que en el cercano poblado de Miguel Hidalgo, salían chorros de agua turbia y arenosa; grietas en la ribera, catalogado con grado VIII.
La Huerta: varias decenas de casas afectadas. VII 
Puerto Vallarta: se cayó la corona de la parroquia y cuarteaduras en edificios, algunos con daños estructurales. Ruidos subterráneos. VII 
En los municipios de Amacueca, Ayutla, Colotlán, Ejutla, Gómez Farías, Juchitlán, Sayula, Tenamaxtlán, y Tonaya se registraron cuarteaduras en las viviendas. VI-VII 
Cihuatlán: se derrumbaron cuatro aulas escolares.
Tenamaxtlán: se cayó la cúpula de la parroquia, además de daños menores con agrietamiento.
Tolimán: tañer de las campanas de los templos, suspendida la electricidad y se saturó el servicio telefónico. 
Zacoalco de Torres: se cayeron tres transformadores eléctricos.
General Andrés Figueroa: derrumbe de un aula. 
Tapalpa: se cayó una parte del remate del templo de la Merced y cayeron tejas de algunas construcciones 
Mascota: derrumbe de una barda sobre una anciana, caída de una porción de el campanario de la torre, daño a fachadas de distintos edificios en la ciudad, agrietamientos en las calles, caídas de casas, agrietamientos en la primaria de niños . 
Ciudad Guzmán: daño a diez domicilios con cuarteaduras menores en sus infraestructuras.
Copala: derrumbe de una casa
Ayutla: se vino abajo una tienda. 
Gómez Farías: se cayó una casa y ocho más sufrieron daños.
Potrerillos: se cayó una barda. 
Atoyac: se cayeron varias bardas y cuarteaduras en varias viviendas.
Ameca: colapso de un techos, el chacuaco del ingenio se cayó, así como la estatua del Ángel de la Fe.

### Colima
Manzanillo: El área más dañada y con colapso de construcciones fue la de la playa, en zonas con suelos semiconsolidados y con alto grado de humedad. Se colapsa el hotel Costa Real dramáticamente en su totalidad, cayendo primero el último piso hacia abajo, existen relatos del personal de cocina en el primer piso declarando que alcanzaron a salir escuchando el estruendo del hotel al derrumbarse. 
También cayó una parte del centro comercial Plaza Santiago, donde se encontraban las instalaciones del Ministerio Público. Deja el Hospital de zona del IMSS inhabitable el cual a la fecha se encuentra vacío y en ruinas; se derrumba una tercera parte de la antigua central camionera. 
Provocó un tsunami moderado; en algunas zonas la ola alcanzó hasta 5 m de altura; frente al hotel Marbella, alcanzó el muro de la alberca; en Santiago, avanzó más después de que el mar se retiró. En la calle Aldama fueron observados volcancitos de barcos, lodo y gas con formas dómicas de unos 3 m de diámetro y unos 40 cm de altura con chorrillos de agua turbia de más de 1 m de altura. 
Pánico entre la gente; 20 días después del terremoto, había personas que preferían dormir fuera de sus viviendas. El camellón de la carretera al norte del muelle y al sur de la clínica del Seguro Social se hundió hasta cerca de un metro en una extensión aproximada de unos 100 m; grieta de rumbo N73°E y anchura cercana a un metro; hubo grietas que atravesaban la avenida. Aproximadamente 1.000 viviendas resultaron afectadas, de las cuales el 90% sufrió daños menores. Los servicios de agua potable, electricidad y teléfono resultaron dañados.
Lo más impactante fue el colapso del hotel Costa Real, que había sido dañado por el terremoto de 1985; incluso, se dice que entonces se había desplazado 10 cm, generando víctimas mortales. En la calle Aldama se registraron fracturas subverticales, desde algunos mm hasta 20 cm de anchura, siendo las más comunes de 1-2 cm, debido a que se registraron hundimientos de un bloque respecto a otro, se consideró como desplazamiento, casi siempre predominando el de tipo normal, pero se apreció por lo menos una falla inversa. En algunos casos, las fracturas estaban dispuestas en échelon; casi todas estaban marcadas, tanto en el piso de concreto como en el empedrado. 
Las fracturas subverticales fueron agrupadas de la manera siguiente: (a) N70°E, N70°E, N75°E, N71°E, N70°E, N68°E, N7FE, N60°E, N68°E, N66°E, N68°E y N67°E; su longitud promedio varía entre 5 y 7 m. (b) N65°W, N66°W, N65°W, N67°W, y N65°W, de aproximadamente 5 m de longitud; (c) N28°E y N30°E, de unos 100 m de longitud; (d) N78°W, N77°W y N77°W, de pocas decenas de metros de longitud. Aquí una barda se inclinó hacia la costa, en dirección paralela a las fracturas. Por la calzada, cerca del muelle, caminando desde la calle Aldama: N78°E, N77°E y N78°E. Ahí, como en parte de la calle Aldama, las fracturas siguieron el límite del camellón o banqueta. En ese lugar, lo especial fue que de la fractura principal salieron en forma oblicua y conjugada otras fisuras de apenas algunos centímetros de longitud orientadas N68°W y otras en dirección conjugada, separadas entre 2 y 3 m. Varias fracturas entre subparelas y en échelon de unos 25- 30 m de longitud, más bien curvas, de trazado sinuoso en arena no consolidada; siete aviones quedaron orientados entre N20°W y N-S. Miden hasta 25 cm de profundidad y entre 15 y 20 cm de anchura subparalelas a la costa. Una construcción que funcionaba como taller de reparación de automotores, rectangular pero no muy diferente a la longitud de la anchura, se inclinó y se hundió en las dos paredes de que constaba tanto en dirección E-O como N-S. La E-W sufrió tres fracturas subparalelas, mientras que la N- S dos fracturas oblicuas aproximadamente N30°W. 
El Instituto Educativo Colimense Calmecac, A.C. en la zona de la Península de Santiago también sufrió daños importantes en todo su plantel, razón por la cual los alumnos tuvieron que desalojar el inmueble y posteriormente fue demolido. 
Tecomán: cuarteaduras leves y un incendio, una barda se cayó, y en la central de Teléfonos de México se cayó el enjarre. Olas de hasta 7 m. en la región costera vecina. 
Colima: cuarteaduras en muchas construcciones de ladrillo, cemento y adobe. se dañó una escuela primaria. Franja vial del Estero Las Garzas, grietas y hundimientos. Un apagón de una hora en todo el estado. Un accidente de tránsito. Varios derrumbes de material no consolidado en la carretera a Manzanillo 
Madrid: más de un centenar de casas sufrió daños y dos al menos se derrumbaron.
Villa de Álvarez: La torre de la iglesia se ladeó, pero no hubo daños mayores. Pánico VII-VIII

## Réplicas
El sismo fue sucedido por 15 réplicas de entre 4 y 5 de magnitud, hasta las 18:07 horas.